# Алёшин, Борис Владимирович
Борис Владимирович Алёшин (19 октября [1 ноября] 1901, Замостье, Люблинская губерния — 29 сентября 1992, Харьков) — советский учёный, врач-гистолог, эндокринолог, анатом. Заслуженный деятель науки УССР. Лауреат Государственной премии УССР в области науки и техники (1973).

## Биография
Родился 19 октября (1 ноября) 1901 года в Замостье Люблинской губернии Варшавского генерал-губернаторства, в семье русского военного врача.
В 1918 году окончил гимназию в Севастополе. Работал санитаром, затем препаратором Севастопольской биологической станции.
В 1922—1925 годах учился во 2-м МГУ — медицинском факультете; в 1929 году окончил аспирантуру на кафедре гистологии у профессора А. В. Румянцева.
В 1925—1931 годах работал сначала лаборантом, а затем преподавателем Пречистенского рабочего факультета (Москва). В 1930—1934 годах состоял в должности ассистента кафедры гистологии первого Московского государственного медицинского университета, с 1932 года — доцент. В 1931—1935 годах работал в московском Государственном институте экспериментальной эндокринологии — сначала старшим научным сотрудником, а с 1935 года — заведующим отделом морфологии. В 1934—1937 годах был доцентом в Московском клиническом институте.
В 1935 году защитил диссертацию «Исследования по метаморфозу амфибий» и получил учёное звание доктор биологических наук. 
В 1937 году был избран по конкурсу заведующим кафедрой гистологии Харьковского медицинского института и руководил ей до 1974 года. Также, с 1938 года он преподавал курс гистологии на биологическом факультете Харьковского университета и, одновременно был заведующим отделом Харьковского института эндокринологии и химии гормонов.
В 1941—1944 годах. находился в эвакуации с первым Харьковским медицинским институтом в Чкалове (ныне Оренбург).
Умер в Харькове 29 сентября 1992 года. Похоронен на харьковском кладбище № 2.

## Научная деятельность
Труды Б. В. Алёшина посвящены изучению нервной регуляции эндокринных функций, гистофизиологическому исследованию желез внутренней секреции, патогенеза тиреотоксикоза.
Внёс существенный вклад в развитие отечественной и мировой эндокринологии. Им были получены ценные данные о нейросекреции. Б. В. Алёшин расширил также представления о патогенезе эндемического и спорадического зоба.

### Научные труды
- Развитие зоба и патогенез зобной болезни (Опыт теории кортико-висцерального патогенеза зобной болезни);
- Гистофизиология гипоталамо-гипофизарной системы;
- Гипоталамус и щитовидная железа (в соавторстве);
- Зобная болезнь и тиреотоксикоз: о патогенетических соотношениях между зобной болезнью и тиреотоксикозом.

Участвовал в написании учебника «Гистология, цитология и эмбриология» для медицинских вузов.

## Награды
- Орден Трудового Красного Знамени;
- Заслуженный деятель науки УССР;
- Государственная премия УССР в области науки и техники (1973);
- медали.